# Hậu tố giảm nhẹ
Trong cấu trúc ngôn ngữ, hậu tố giảm nhẹ là một sự sắp xếp của một từ được sử dụng để truyền đạt mức độ giảm nhẹ của ý nghĩa gốc, sự nhỏ bé của đối tượng hoặc chất lượng được chỉ định, sự tóm tắt, sự thân mật, hay ưa chuộng. Nhiều ngôn ngữ áp dụng hâu tố giảm nhẹ vào danh từ nhiều hơn là động từ và tính từ. Hậu tố giảm nhẹ thường được sử dụng với mục đích thể hiện tình cảm (xem biệt danh và hypocoristic).
Trong nhiều ngôn ngữ, ý nghĩa của sự giảm bớt có thể được dịch là "nhỏ" hoặc "bé xíu", và hậu tố giảm nhẹ được sử dụng thường xuyên khi nói chuyện với trẻ nhỏ; người lớn đôi khi sử dụng hậu tố giảm nhẹ khi họ thể hiện sự dịu dàng và thân mật cực độ bằng cách cư xử và nói chuyện như trẻ em. 
Trong một số ngôn ngữ, hậu tố giảm nhẹ thường được hình thành bằng cách thêm phụ tố (affix) vào danh từ và tên riêng. Hậu tố giảm nhẹ tiếng Anh có xu hướng ngắn hơn và thông tục hơn (more colloquial) so với hình thức cơ bản của từ.
Trong nhiều ngôn ngữ, hình thành các hậu tố giảm nhẹ bằng cách thêm hậu tố là thể hiện tính tạo từ vựng của ngôn ngữ. Ý nghĩa cơ bản của sự giảm nhẹ trong những thứ tiếng này là "sự nhỏ bé của đối tượng được chỉ định"; thân mật, gần gũi, v.v. là thứ yếu và phụ thuộc vào bối cảnh.
Hậu tố giảm nhẹ mạnh về tạo từ vựng trong tiếng Anh chuẩn thì không nhiều so với các ngôn ngữ khác. Hậu tố giảm nhẹ của phần tên thường gặp, ví dụ như, Maggie (từ Margaret), Sally (từ Sarah), hoặc Suzie (từ Suzanne), tuy nhiên, nó cũng có chức năng như biệt danh.
Bên cạnh hậu tố giảm nhẹ bản ngữ tiếng Anh, tiếng Anh cũng đã khá thoải mái vay mượn từ các ngôn ngữ khác khi sản xuất hậu tố giảm nhẹ mới: ví dụ, - ette có nguồn gốc từ tiếng Pháp
Các hậu tố có nội dung thu nhỏ, giảm nhẹ và mã ngữ âm học được liệt kê dưới đây 
-cel, -cle, -cule, demi-, demi-, -el, -el, -ella, -elle, -elle, -ellum, -en, -et(e), -etta, -ette, -etto, hemi-, icle, -ie, -il, -illa (Latin), -illa (Spanish), -ille, -illo, -illum, -illus, -ina, -ine, -ing, -ino (Italian), -ino (Spanish), -ita, -ito (Italian), -ito (Spanish), -kin, -le, -let, -ling, -ock, -ola, -ole, -olus, semi-, ula, -ule, -ulum, -ulus.
Các hậu tố thu nhỏ, giảm nhẹ từ nhiều nguồn gốc khác nhau và mã ngữ âm học.
Lưu ý các ký hiệu đi sau các hậu tố hậu tố thu nhỏ, giảm nhẹ:
() hậu tố trung tính 
(x) hậu tố tạo từ có trọng âm ở âm tiết kế kế cuối (proparoxytone) 
(y) hậu tố tạo từ có trọng âm ở âm tiết kế cuối (paroxytone) 
(z) hậu tố tạo từ có trọng âm ở âm tiết cuối (oxytone) 

## Các hậu tố thu nhỏ, giảm nhẹ có nguồn gốc Anglo-Saxon
- -k () /-ock ()/-uck (): bollock, bullock, buttock, fetlock, hillock, mattock, mullock,pillock, stalk, whelk, yolk
- -n () /-en () /-on (): chicken, kitten, maiden
- -le (): puddle, sparkle
- -ish (): largish, reddish, smallish, tallish
- -s (): Becks, Betts, Wills
- -sie () /-sies () /-sy (): bitsy, footsie, onesies, popsy teensy-weensy, tootsie, twosies, Betsy, Patsy, Robsy
- -o (): bucko, daddio, garbo, kiddo, smoko,wacko, Jacko, Ricko,
- -er () /-ers () /-ster () Becker[s], Lizzers, Hankster, Patster
- -a (): Gazza, Macca
- -z (): Bez, Chaz, Gaz

## Các hậu tố thu nhỏ, giảm nhẹ có nguồn gốc nước ngoài
- -ling (): darling, duckling, fingerling, gosling,underling
- -erel ?/-rel (): cockerel, coistrel, doggerel, dotterel, gangrel, hoggerel, kestrel, mackerel, minstrel, mongrel, pickerel, scoundrel, suckerel, taistrel, tumbrel, titterel/whimbrel, wastrel
- -el () /-il () /-ille ?/-l () /-le ?: broil, broil, griddle, grille, jail, mail, pill, quail, rail, roll, squirrel, toil, trail
- -et () /-ette 1(z) /-etti ?/-etto 1(y) /-it ?/-ita 1(y) /-ito 1(y) /-itta ?: amaretto, burrito,cigarette, clarinet, courgette, diskette, fajita, falsetto, faucet,  kitchenette, marionette, minuet, oubliette, palette, pallet, parquet, poppet, puppet, rabbit, Sagitta, señorita, spaghetti, suffragette, swallet, taquito, towelette, wallet
- -ot ?/-otte ?: culottes, harlot, Charlotte,Diderot, Lancelot, Margot, Peugeot, Pierrot
- -let () /-lette (): aglet, applet, booklet, chicklet, eyelet, gauntlet, goblet, hamlet, leaflet, oillet, omelette, piglet, roulette, tablet
- -ey () /-ie () /-y (): cookie, daddy, dearie, doggy, girlie, kitty, laddie, mammy, mommy, mummy, sissy, whitey, Debbie, Frankie, Frenchy, Johnny, Marty, Morty, Nancy
- -kin (): bodkin, cannikin, catkin, lambkin,manikin, napkin, pannikin, ramekin, welkin
- -kins (): Laurakins, Sallykins
- -leus ?/-ola ?/-ole ?/-oli ?/-ola ?/-olo ?/-olus 3(x) /-ula 3(x) /-ule ()/-ulum 3(x): alveolus, areola, areole, article, cannoli, casserole, cerulean,cuniculus, curriculum, Equuleus, ferrule, formula, granule, homunculus, insula, malleolus,majuscule, minuscule, nodule, nucleus, nucleolus, particle, pergola, pendulum, pianola,piccolo, ravioli, raviolo, reticle, reticule, reticulum, spatula, tarantula, vacuole, vinculum,vocable
- -eau ?/-el/-ella(y) /-elle(z) /-ello(y) /-il() /-illa(y) /-ille ?/-illo(y) /-le(): armadillo, bordello, bureau, castle, codicil, espadrille, flotilla, limoncello, mantle,Monticello, morsel, organelle, pastel, pencil, pestle, quadrille, quarrel, rowel, scintilla, vanilla, violoncello
- -ina 1(y) /-ine ?/-ini ?/-ino 1(y): bambino, coquina, doctrine, domino, farina, figurine,linguine, maraschino, marina, neutrino, palomino, tambourine, zucchini

Các hậu tố sau tạo từ có trọng âm ở âm tiết kế kế cuối proparoxytone
-olus (x), -ulum (x), -ulus (x), -ula (x)
Các hậu tố sau tạo từ có trọng âm ở âm tiết kế cuối paroxytone
-ella (y), -elle (y), -ellum (y), -etta (y), -etto (y), -illa (y), -illa (y), -illo (y), -illum (y), -illus (y), -illus (y), -ina (y), -ino (y), -ino (y), -ita (y), -ito (y),
Các hậu tố sau tạo từ có trọng âm ở âm tiết cuối oxytone
elle (z), -ette (z)
Các hậu tố sau là trung tính không có ảnh hưởng tới trọng âm 
-cel, -cle, -cule, -el, -en, -icle, -il, -ille, -ing, -ish, -kin, -let, -ling, -ock
- Roach, Peter (2000), English Phonetics and Phonology: a Practical Course, Cambridge: Cambridge University Press, ISBN 0521786134
- LÊ ĐỨC TRỌNG Từ điển giải thích thuật ngữ ngôn ngữ học Nhà xuất bản Thành phố Hồ Chí Minh 1993
- NGUYỄN VĂN BỀN Từ điển tiếp tố tiếng Anh (Anh-Việt)  Sở KHCN tp Hồ Chí Minh thẩm định 2003
- NGUYỄN VĂN BỀN Luật trọng âm của từ tiếng Anh' Nhà xuất bản Thanh niên Thành phố Hồ Chí Minh 2008
- J. E. MANSION Harrap’s standard French and English Dictionary  George G. Harrap & Company ltd.   1950
- H. HỸ NGUYÊN Gốc từ Hy Lạp – La tinh trong hệ thống thuật ngữ Pháp - Anh Nhà xuất bản Giáo dục  2001